# 倉成正和
倉成 正和（くらなり まさかず、1951年（昭和26年）8月6日 - ）は、日本の政治家、元自由民主党衆議院議員（1期）。父は元外務大臣の倉成正。現在、城西大学現代政策学部特任教授。

## 来歴・人物
長崎県出身。早稲田大学大学院理学研究科修士課程修了。その後、富士通に入社し、システムエンジニアになるが、マサチューセッツ工科大学大学院に留学、さらにハーバード大学国際問題研究所客員研究員となる。帰国後富士通に復帰。1986年に富士通を退社し父の外務大臣秘書官となる。
1998年、西岡武夫が長崎県知事選挙に立候補したことによる長崎1区の補欠選挙に、自由民主党公認候補として立候補し当選。党内では父・正が属していた旧渡辺派に入会し、のちに山崎派結成に参加した。
2000年、第42回衆議院議員総選挙に立候補するも落選。2003年、第43回衆議院議員総選挙に立候補したが再び落選。当選1回で政界を引退した。以降、国政選挙には立候補していない。
2007年4月22日に行われた長崎市長選挙では、選挙運動中の銃撃事件により死亡した現職の伊藤一長に代わる候補として名前がのぼったが、立候補しなかった。